# رباط عشق (جاجرم)
رباط عشق یک روستا در ایران است که در بخش مرکزی شهرستان جاجرم در استان خراسان شمالی واقع شده‌است. .

## جمعیت
این روستا در دهستان گلستان قرار دارد و براساس سرشماری مرکز آمار ایران در سال ۱۳۸۵، جمعیت آن ۸۵ نفر (۲۷ خانوار) بوده‌است.